# Uncle Meat
Uncle Meat là album phòng thu thứ năm của The Mothers of Invention, phát hành như một album kép năm 1969. Uncle Meat ban đầu được phát triển như một phần của No Commercial Potential, một dự án đã sinh ra ba album khác: We're Only in It for the Money, Lumpy Gravy và Cruising with Ruben & the Jets.
Album này cũng được sản xuất như soundtrack album cho một bộ phim khoa học viễn tưởng chưa bao giờ được hoàn thành, dù một phim direct-to-video gồm những cảnh quay thử đã được phát hành bởi Zappa năm 1987. Album có phong cách âm nhạc đa dạng, từ giao hưởng, jazz, blues đến rock. Uncle Meat đạt thành công thương mại vừa phải, và nhận nhiều lời khen trong cách thu âm và chỉnh sửa sáng tạo, gồm những sự thử nghiệm trong tốc độ băng và overdub, cũng như âm thanh đa dạng.

## Phát hành và tiếp nhận
Uncle Meat được phát hành như một album kép bởi Bizarre và Reprise Records, được ghi thuyết minh "Most of the music from the Mothers' movie of the same name which we haven't got enough money to finish yet." Dù có bản chất mang tính thử nghiệm, đĩa nhạc này vẫn đạt vị trí #43 trên bảng xếp hạng Billboard.

### Tiếp nhận đánh giá
| Đánh giá chuyên môn              | Đánh giá chuyên môn |
| Nguồn đánh giá                   | Nguồn đánh giá      |
| Nguồn                            | Đánh giá            |
| -------------------------------- | ------------------- |
| Allmusic                         | [ 2 ]               |
| Rolling Stone (1969)             | (tích cực)          |
| Rolling Stone Album Guide (1992) | [ 4 ]               |

Những bài đánh giá của Uncle Meat rất tích cực, xem nó như bản mẫu cho các tác phẩm của Zappa. The New Rolling Stone Album Guide mô tả album như "sự quái dị được truyền ảnh hưởng [...] [một] sự tấn công của những tiếng ồn rực rỡ." Cây bút Steve Huey của Allmusic viết, "mặc cho sự thiếu vắn một chủ đề cốt lõi, sự ngổn ngang thiếu tập trung của Uncle Meat thật ra chiếm một phần lớn sự hay ho của nó. Thật hứng thú khi nghe một trong những tâm hồn giàu sáng tạo nhất của rock không ngừng khai quật những vùng đất mới, thậm chí nếu anh ta không luôn chắc chắn mình đang đi đâu."

## Danh sách track
Tất cả các ca khúc được viết bởi Frank Zappa, trừ khi có ghi chú.
| Mặt một | Mặt một | Mặt một       | Mặt một    |
| STT     | Nhan đề | Sáng tác      | Thời lượng |
| ------- | --- | ------------- | ---------- |
| 1.      | "Uncle Meat: Main Title Theme"                                                                                                |               | 1:54       |
| 2.      | "The Voice of Cheese" |               | 0:27       |
| 3.      | "Nine Types of Industrial Pollution" (được liệt kê như "400 Days of the Year" trong lần phát hành đĩa vinyl gốc của hãng đĩa) |               | 5:56       |
| 4.      | "Zolar Czakl" |               | 0:57       |
| 5.      | "Dog Breath, in the Year of the Plague"                                                                                       |               | 5:51       |
| 6.      | "The Legend of the Golden Arches"                                                                                             |               | 1:24       |
| 7.      | "Louie Louie (At the Royal Albert Hall in London)"                                                                            | Richard Berry | 2:28       |
| 8.      | "The Dog Breath Variations"                                                                                                   |               | 1:36       |

| Mặt hai | Mặt hai                                                    | Mặt hai       | Mặt hai    |
| STT     | Nhan đề                                                    | Sáng tác      | Thời lượng |
| ------- | ---------------------------------------------------------- | ------------- | ---------- |
| 1.      | "Sleeping in a Jar"                                        |               | 0:49       |
| 2.      | "Our Bizarre Relationship"                                 |               | 1:05       |
| 3.      | "The Uncle Meat Variations"                                |               | 4:40       |
| 4.      | "Electric Aunt Jemima"                                     |               | 1:53       |
| 5.      | "Prelude to King Kong"                                     |               | 3:24       |
| 6.      | "God Bless America (Live at the Whisky a Go Go)"           | Irving Berlin | 1:22       |
| 7.      | "A Pound for a Brown on the Bus"                           |               | 1:29       |
| 8.      | "Ian Underwood Whips It Out (Live on stage in Copenhagen)" |               | 5:08       |

| Mặt ba | Mặt ba                                                                  | Mặt ba     |
| STT    | Nhan đề                                                                 | Thời lượng |
| ------ | ----------------------------------------------------------------------- | ---------- |
| 1.     | "Mr. Green Genes" (Được tái phối khi trong tất cả những lần tái bản CD) | 3:10       |
| 2.     | "We Can Shoot You"                                                      | 1:48       |
| 3.     | "'If We'd All Been Living in California...'"                            | 1:29       |
| 4.     | "The Air"                                                               | 2:57       |
| 5.     | "Project X"                                                             | 4:47       |
| 6.     | "Cruising for Burgers"                                                  | 2:19       |

| Mặt bốn | Mặt bốn | Mặt bốn    |
| STT     | Nhan đề | Thời lượng |
| ------- | --- | ---------- |
| 1.      | "King Kong Itself (as played by the Mothers in a studio)"                                                                   | 0:53       |
| 2.      | "King Kong (it's magnificence as interpreted by Dom DeWild)"                                                                | 1:15       |
| 3.      | "King Kong (as Motorhead explains it)"                                                                                      | 1:44       |
| 4.      | "King Kong (the Gardner Varieties)"                                                                                         | 6:17       |
| 5.      | "King Kong (as played by 3 deranged Good Humor Trucks)"                                                                     | 0:29       |
| 6.      | "King Kong (live on a flat bed diesel in the middle of a race track at a Miami Pop Festival...the Underwood ramifications)" | 7:22       |

| CD tái bản, Đĩa 1 | CD tái bản, Đĩa 1                                          | CD tái bản, Đĩa 1 | CD tái bản, Đĩa 1 |
| STT               | Nhan đề                                                    | Sáng tác          | Thời lượng        |
| ----------------- | ---------------------------------------------------------- | ----------------- | ----------------- |
| 1.                | "Uncle Meat: Main Title Theme"                             |                   | 1:55              |
| 2.                | "The Voice of Cheese"                                      |                   | 0:26              |
| 3.                | "Nine Types of Industrial Pollution"                       |                   | 6:00              |
| 4.                | "Zolar Czakl"                                              |                   | 0:54              |
| 5.                | "Dog Breath, in the Year of the Plague"                    |                   | 3:58              |
| 6.                | "The Legend of the Golden Arches"                          |                   | 3:27              |
| 7.                | "Louie Louie (At the Royal Albert Hall in London)"         | Richard Berry     | 2:19              |
| 8.                | "The Dog Breath Variations"                                |                   | 1:48              |
| 9.                | "Sleeping in a Jar"                                        |                   | 0:50              |
| 10.               | "Our Bizarre Relationship"                                 |                   | 1:05              |
| 11.               | "The Uncle Meat Variations"                                |                   | 4:45              |
| 12.               | "Electric Aunt Jemima"                                     |                   | 1:46              |
| 13.               | "Prelude to King Kong"                                     |                   | 3:38              |
| 14.               | "God Bless America (Live at the Whisky a Go Go)"           | Irving Berlin     | 1:10              |
| 15.               | "A Pound for a Brown on the Bus"                           |                   | 1:29              |
| 16.               | "Ian Underwood Whips It Out (Live on stage in Copenhagen)" |                   | 5:05              |
| 17.               | "Mr. Green Genes" (Remix)                                  |                   | 3:14              |
| 18.               | "We Can Shoot You"                                         |                   | 2:03              |
| 19.               | "'If We'd All Been Living in California...'"               |                   | 1:13              |
| 20.               | "The Air"                                                  |                   | 2:56              |
| 21.               | "Project X"                                                |                   | 4:48              |
| 22.               | "Cruising for Burgers"                                     |                   | 2:17              |

| CD tái bản, Đĩa 2 | CD tái bản, Đĩa 2                 | CD tái bản, Đĩa 2 |
| STT               | Nhan đề                           | Thời lượng        |
| ----------------- | --------------------------------- | ----------------- |
| 1.                | "Uncle Meat Film Excerpt Part I"  | 37:34             |
| 2.                | "Tengo Na Minchia Tanta"          | 3:46              |
| 3.                | "Uncle Meat Film Excerpt Part II" | 3:51              |
| 4.                | "King Kong Itself"                | 0:49              |
| 5.                | "King Kong II"                    | 1:21              |
| 6.                | "King Kong III"                   | 1:44              |
| 7.                | "King Kong IV"                    | 6:17              |
| 8.                | "King Kong V"                     | 0:34              |
| 9.                | "King Kong VI"                    | 7:23              |

## Bảng xếp hạng
Album - Billboard (Bắc Mỹ)
| Năm  | Bảng xếp hạng | Vị trí |
| ---- | ------------- | ------ |
| 1969 | Pop Albums    | 43     |

## Thành phần tham gia

### Nhạc công
The Mothers – tại lúc thu âm:
- Frank Zappa – guitar, hát, percussion
- Ray Collins – hát
- Jimmy Carl Black – trống
- Roy Estrada – bass điện, cheeseburgers, Pachuco falsetto
- Don (Dom De Wild) Preston – piano điện
- Billy (The Oozer) Mundi – trống trong vài track trước khi chuyển sang chơi cho RHINOCEROS
- Bunk (Sweetpants) Gardner – piccolo, sáo, clarinet, bass clarinet, soprano sax, alto sax, tenor sax, bassoon
- Ian Underwood – organ điện, piano, harpsichord, celeste, sáo, clarinet, alto sax, baritone sax, trợ lý đặc biệt
- Artie (With the Green Mustache) Tripp – trống, timpani, vibes, marimba, xylophone, wood blocks, chuông, chime,
- Euclid James (Motorhead/Motorishi) Sherwood – tambourine, choreography

Cảm ơn đặc biệt tới:
- Ruth Komanoff – người chơi marimba và vibes với Artie trong nhiềuu track, và
- Nelcy Walker – giọng soprano với Ray & Roy on "Dog Breath" & "The Uncle Meat Variations."

Không được ghi chú:
- Pamela Zarubica là Suzy Creamcheese

### Sản xuất
- Frank Zappa – sản xuất
- Jerry Hansen – kỹ thuật
- Euclid James Sherwood – nhà thiết bị chuyên môn, biên đạo múa
- Art Tripp – cố vấn
- Cal Schenkel – thiết kế bìa
- Roy Estrada – prop design
- Ian Underwood – sao chép, phụ tá đặc biệt